# فرودگاه بور
فرودگاه بور (به انگلیسی: Bor Airport) (به زبان بومی: Aerodrom Bor) یک فرودگاه همگانی با کد یاتا BOR است که یک باند فرود آسفالت دارد و طول باند آن ۱۰۸۶ متر است. این فرودگاه در شهر بور، صربستان کشور صربستان قرار دارد و در ارتفاع ۳۸۶ متری از سطح دریا واقع شده‌است.